# Höhl-Zelle
Eine Höhl-Zelle (auch Höhlzelle geschrieben, nach Erwin Höhl; engl. auch Hoehl cell) ist eine bipolare Zelle im menschlichen Zahn.
Die Höhl-Zellen liegen im peripheren Teil der Zahnpulpa in einer zellreichen subodontoblastischen Zone (Höhl-Zellschicht), also zwischen der Odontoblastenreihe und der (kernarmen) Weil-Zone. Mit ihrer spindelförmigen Längsachse sind sie parallel zu den Odontoblasten ausgerichtet.
Höhl-Zellen sind mesenchymalen Ursprungs und werden in der Literatur z. T. auch als Prä-Odontoblasten bzw. Progenitorzellen oder meist lediglich als Fibroblasten bezeichnet, was aber aufgrund ihrer Ultrastruktur, ihres Stoffwechsels und ihres embryologischen Ursprungs vermutlich nicht zutreffend ist. Die Zusammensetzung der Zellorganellen entspricht dem der Odontoblasten, nur dass eine bipolare Anordnung vorherrscht.
Höhl-Zellen bilden höchstwahrscheinlich Korff-Fasern sowie argyrophile (retikuläre) Fasern und unterstützen den Odontoblasten-Metabolismus. Während der Bildung der Pulpa teilen sich Prä-Odontoblasten bei der letzten Mitose in einen Odontoblasten und eine Tochterzelle, die in die Höhlzellschicht der Pulpa wandert. Im Falle einer Verletzung oder eines Untergangs des primären Odontoblasten haben diese Höhlzellen möglicherweise die Potenz, sich zu odontoblasten-ähnlichen Zellen zu differenzieren und Reparaturdentin zu bilden.